# محمدموسی شفیق
محمد موسی شفیق (۱۳۰۸ – ۱۳۵۷خ) آخرین صدر اعظم افغانستان (۱۲ دسامبر ۱۹۷۲–۱۷ جولای ۱۹۷۳) در دورهٔ سلطنت محمدظاهرشاه بود.
شفیق آموزش اولیه را مدرسه علوم دینی به انجام رساند و تحصیلات عالی را در رشته حقوق اسلامی در دانشگاه الازهر مصر به پایان برد. سپس از همان دانشگاه در رشتۀ علوم قضایی فوق‌لیسانس گرفت. شفیق در رشتۀ حقوق بین‌الملل، از دانشگاه کلمبیای شهر نیویورک نیز کارشناسی ارشد دریافت نمود و دوره کوتاهی هم در روابط بین‌الملل در دانشگاه هاروارد گذراند.
شفیق در کابینۀ دکتر عبدالظاهر، وزیر امور خارجه بود و در ٢۱ قوس/آذر سال ۱۳۵۱ نخست‌وزیر افغانستان شد.
موسی شفیق پس از کودتای محمد داود (۲۶ سرطان ۱۳۵۲) و پایان سلطنت به زندان افتاد و در ۱۳۵۴ آزاد شد. همچنین شفیق از نخستین کسانی بود که پس از کودتای کمونیستی ۷ثور ۱۳۵۷ دستگیر، زندانی و سپس کشته شد.
در ۲۱ جدی ۱۳۹۵ سمینار بین‌المللی با عنوان «بزرگ‌داشت از شخصیت و کارنامه‌های شهید موسی شفیق» در کابل برگزار شد.

## اقدامات
از مهم‌ترین اقدامات شفیق، بستن پیمان‌نامهٔ تقسیم حق‌آبهٔ رود هلمند با امیرعباس هویدا نخست‌وزیر وقت ایران بود.